# Pooja Ruparel
Pooja Ruparel (Bombay, 21 de noviembre de 1982) es una actriz india, activa principalmente en el cine de Bollywood. Obtuvo reconocimiento por su papel como Chutki in Amor contra viento y marea, una de las películas más exitosas en la historia del cine indio. También ha actuado en numerosas obras y series de televisión, y se ha desempeñado como cantante.

## Filmografía destacada

### Cine
| Año  | Título                     | Papel                   | Idioma                 | Notas                 |
| ---- | -------------------------- | ----------------------- | ---------------------- | --------------------- |
| 1993 | King Uncle                 | Munna                   | Hindi                  | Como actriz infantil  |
| 1995 | Amor contra viento y marea | Rajeshwari Chutki Singh | Hindi                  | Como actriz infantil  |
| 1998 | Dil Se..                   | Hermana de Preeti Nair  | Hindi                  |                       |
| 2015 | X: Past Is Present         | Ayesha                  | Hindi, tamil y bengalí |                       |
| 2016 | Pela Adhi Akshar           | Isha                    | Gujarati               | Como actriz principal |

### Televisión
| Año  | Título           | Idioma | Papel | Comentarios |
| ---- | ---------------- | ------ | ----- | ----------- |
| 1993 | Zabaan Sambhalke | Hindi  | Guddi | 1 episodio  |

### Discografía
| Año  | Título                  | Idioma | Compositor  | Comentarios        |
| ---- | ----------------------- | ------ | ----------- | ------------------ |
| 1997 | Aakhen milanewale Remix | Hindi  | Nazia Hasan | Con Sameer Dattani |